# خروسی شمالی
خروسی شمالی، روستایی از توابع بخش خنافره شهرستان شادگان در استان خوزستان ایران است.

## جمعیت
این روستا در دهستان ناصری قرار دارد و براساس سرشماری مرکز آمار ایران در سال ۱۳۸۵، جمعیت آن ۱٬۱۹۳ نفر (۲۱۷خانوار) بوده‌است.